# Kłoczew (gromada)
Kłoczew – dawna gromada, czyli najmniejsza jednostka podziału terytorialnego Polskiej Rzeczypospolitej Ludowej w latach 1954–1972.
Gromady, z gromadzkimi radami narodowymi (GRN) jako organami władzy najniższego stopnia na wsi, funkcjonowały od reformy reorganizującej administrację wiejską przeprowadzonej jesienią 1954 do momentu ich zniesienia z dniem 1 stycznia 1973, tym samym wypierając organizację gminną w latach 1954–1972.
Gromadę Kłoczew z siedzibą GRN w Kłoczewie utworzono – jako jedną z 8759 gromad na obszarze Polski – w powiecie garwolińskim w woj. warszawskim, na mocy uchwały nr VI/10/2/54 WRN w Warszawie z dnia 5 października 1954. W skład jednostki weszły obszary dotychczasowych gromad Janopol, Kłoczew, Przykwa, Własność, Sosnówka i Wylezin oraz wieś Kurzelaty z dotychczasowej gromady Kurzelaty ze zniesionej gminy Kłoczew w tymże powiecie. Dla gromady ustalono 22 członków gromadzkiej rady narodowej.
1 stycznia 1956 gromada weszła w skład nowo utworzonego powiatu ryckiego w tymże województwie.
31 grudnia 1959 do gromady Kłoczew przyłączono obszar zniesionej gromady Czernic w tymże powiecie.
31 grudnia 1961 do gromady Kłoczew włączono wieś Stare Zadybie ze zniesionej gromady Zadybie Stare w tymże powiecie.
Gromada przetrwała do końca 1972 roku, czyli do kolejnej reformy gminnej. 1 stycznia 1973, tym razem w powiecie ryckim, reaktywowano gminę Kłoczew (od 1999 gmina leży ponownie w powiecie ryckim, lecz w woj. lubelskim).